# La Laguna, Santo Domingo Teojomulco
La Laguna är en ort i Mexiko.   Den ligger i kommunen Santo Domingo Teojomulco och delstaten Oaxaca, i den sydöstra delen av landet, 400 km sydost om huvudstaden Mexico City. La Laguna ligger 1 202 meter över havet och antalet invånare är 177.
Terrängen runt La Laguna är kuperad åt sydväst, men åt nordost är den bergig. Runt La Laguna är det ganska glesbefolkat, med 34 invånare per kvadratkilometer. Närmaste större samhälle är El Arador, 10,7 km sydost om La Laguna. I omgivningarna runt La Laguna växer huvudsakligen savannskog.